# Фудзимото, Дзюнго
Дзюнго Фудзимото (яп. 藤本 淳吾 Фудзимото Дзюнго, род. 24 марта 1984, Ямато, Канагава) — японский футболист, полузащитник клуба «Гамба Осака». Выступал за сборную Японии.

## Карьера

### Ранние годы
Когда Фудзимото ещё учился и играл в старшей школе Токо Гакуэн, он уже вызывался в юношескую сборную Японии, вместе с которой в 2001 году принял участие в чемпионате мира среди юношей до 17 лет, проходившем в Тринидаде и Тобаго. Сыграл в трёх матчах турнира, но команда не смогла пройти в следующий раунд.
После окончания школы получил приглашения от команды второго дивизиона Джей-лиги Кавасаки Фронтале, но решил продолжить обучение и играть в футбол в университете Цукуба. Был в составе университетской сборной Японии, которая выиграла XXIII летнюю универсиаду, проходившую в турецком городе Измир. Фудзимото стал лучшим бомбардиром с шестью голами и был назван MVP турнира.

### Клуб
После окончания университета в 2006 году подписал контракт с клубом «Симидзу С-Палс», унаследовав 10 номер от легенды клуба Масааки Саванобори, закончившего карьеру. Во время своего первого сезона в профессиональном футболе, сыграл 28 матчей в чемпионате, в которых забил 8 голов. По итогом сезона Фудзимото был назван лучшим новичком Джей-лиги. В июле 2008 года получил серьёзную травму, из-за которой пропустил весь остаток сезона.
В январе 2011 года подписал контракт с чемпионом Джей-лиги «Нагоя Грампус».

### Сборная
Дебютировал за национальную сборную Японии 24 марта 2007 года в товарищеском матче против сборной Перу. Фудзимото вышел на поле на 85-й минуте, заменив Сюнсукэ Накамуру.
Был включён в состав сборной на победный для Японии Кубок Азии 2011, проходивший в Катаре. Сыграл в двух матчах, выйдя на замену в конце первого матча Японии на турнире против Иордании и в стартовом составе в финале против Австралии, заняв на левом фланге место травмированного Синдзи Кагавы.